# Argyrodes gazedes
Argyrodes gazedes là một loài nhện trong họ Theridiidae.
Loài này thuộc chi Argyrodes. Argyrodes gazedes được Benoy Krishna Tikader miêu tả năm 1970.